# 桐朋学園大学
桐朋学園大学（とうほうがくえんだいがく、英語: Toho Gakuen School of Music）は、東京都調布市若葉町1-41-1に本部を置く日本の私立大学。1955年創立、1961年大学設置。大学の略称は桐朋。音楽学部・大学院音楽研究科のみの音楽大学。

## 沿革

### 歴史
桐朋学園はその前身である財団法人山水育英会が終戦時に解散し、一切を東京文理科大学、および東京高等師範学校（後の東京教育大学、現在の筑波大学）に移管したため、同校との関係が深かった。校名の「桐」は東京教育大学、同校の校章「五三の桐」に由来し、「桐の朋（とも）」を意味する。
現在の桐朋学園大学の前身となる桐朋学園短期大学と、現在の桐朋学園芸術短期大学とは組織が別であることに注意する必要がある。また、現在の桐朋学園芸術短期大学の卒業生に著名な人物が多く見受けられる。
伝統的にピアノ専攻、弦楽器専攻、指揮専攻、作曲専攻が知られ、小澤征爾をはじめとした多くの音楽家を輩出している。少数精鋭の密度の高い教育を実践しており、子供のための音楽教室から大学・大学院まで一貫した体系を持つ。

### 年表
- 1940年[注釈 1]
  - 5月1日 山下汽船株式会社社長の山下亀三郎が陸・海軍省に対し、学校建設のための私財の寄附を申し出る
  - 11月7日 財団法人山水育英会設立認可
- 1941年4月1日 財団法人山水中学校設立し、国立に山水中学校、大阪に第二山水中学校を設置。財団法人山水高等女学校設立
- 1946年12月1日 大阪に設置した第二山水中学校を分離
- 1947年
  - 3月31日 財団法人山水中学校、財団法人山水高等女学校を解散
  - 4月1日 財団法人桐朋学園設立し、桐朋第一中学校、桐朋第二中学校を設置
- 1948年
  - 4月1日 桐朋高等学校、桐朋女子高等学校を設置。桐朋第一中学校を桐朋中学校に、桐朋第二中学校を桐朋女子中学校に名称変更
  - 10月2日 市ヶ谷の東京家政学院内にて「子供のための音楽教室」開設
- 1951年
  - 1月25日 財団法人桐朋学園を学校法人桐朋学園に組織変更認可（東京都より認可）
  - 3月5日 財団法人桐朋学園を学校法人桐朋学園に組織変更認可
- 1952年4月1日 桐朋女子高等学校に音楽科（男女共学）を併設
- 1953年11月 市ヶ谷の東京家政学院内に設けた「子供のための音楽教室」を仙川へ移転
- 1955年4月1日 桐朋学園短期大学開学（音楽科）、桐朋小学校開校、桐朋幼稚園開園
- 1959年4月1日 桐朋学園小学校開校
- 1961年4月1日 桐朋学園大学開学（音楽学部演奏学科、作曲理論学科）
- 1963年3月31日 桐朋学園短期大学（音楽科）廃止
- 1964年4月1日 桐朋学園大学短期大学部開学（文科、音楽科）これについては当該項目を参照のこと
- 1973年4月 ディプロマ・コース[注釈 2]を設置
- 1995年9月1日 桐朋オーケストラ・アカデミー開設
- 1996年4月 カレッジ・ディプロマ・コースを設置
- 1999年4月1日 桐朋学園大学院大学開設（音楽研究科演奏研究専攻修士課程）
- 2006年4月1日 桐朋学園大学音楽学部の演奏学科、作曲理論学科を音楽学科に統合・改組
- 2012年4月1日 音楽学部の演奏学科、作曲理論学科を廃止
- 2017年4月1日 桐朋学園大学大学院（音楽研究科音楽専攻修士課程・博士後期課程）を設置

## 学部・学科
- 音楽学部
  - 音楽学科
    - ピアノ専攻
    - 弦楽器専攻（ヴァイオリン、ヴィオラ、チェロ、コントラバス）
    - 管楽器専攻（フルート、オーボエ、クラリネット、ファゴット、サクソフォン、ホルン、トランペット、トロンボーン、ユーフォニアム、テューバ）
    - 打楽器専攻（パーカッション、マリンバ）
    - ハープ専攻
    - 古楽器専攻（バロック・ヴァイオリン、バロック・チェロ、バロック・オーボエ、フラウト・トラヴェルソ、リコーダー、ヴィオラ・ダ・ガンバ、チェンバロ）
    - 声楽専攻
    - 作曲専攻
    - 指揮専攻
    - 音楽学専攻
    - ディプロマ・コース
      - ソリスト・ディプロマ・コース（ピアノ、ヴァイオリン、チェロ、フルート）
      - カレッジ・ディプロマ・コース（ピアノ、ヴァイオリン、ヴィオラ、チェロ、コントラバス、オーボエ、クラリネット、ファゴット、サクソフォン、トランペット、トロンボーン、ユーフォニウム、チューバ、ホルン、マリンバ、パーカッション、ハープ、リコーダー、フラウト・トラヴェルソ、バロック・オーボエ、ヴィオラ・ダ・ガンバ、バロック・ヴァイオリン、バロック・チェロ、チェンバロ、声楽、作曲、指揮、音楽学）

## 大学院
- 音楽研究科
  - 音楽専攻（修士課程・博士後期課程）
    - ピアノコース・研究領域
    - 弦楽器コース・研究領域（ヴァイオリン、ヴィオラ、チェロ、コントラバス）
    - 声楽コース・研究領域
    - 作曲コース・研究領域
    - 音楽学コース・研究領域

## キャンパス

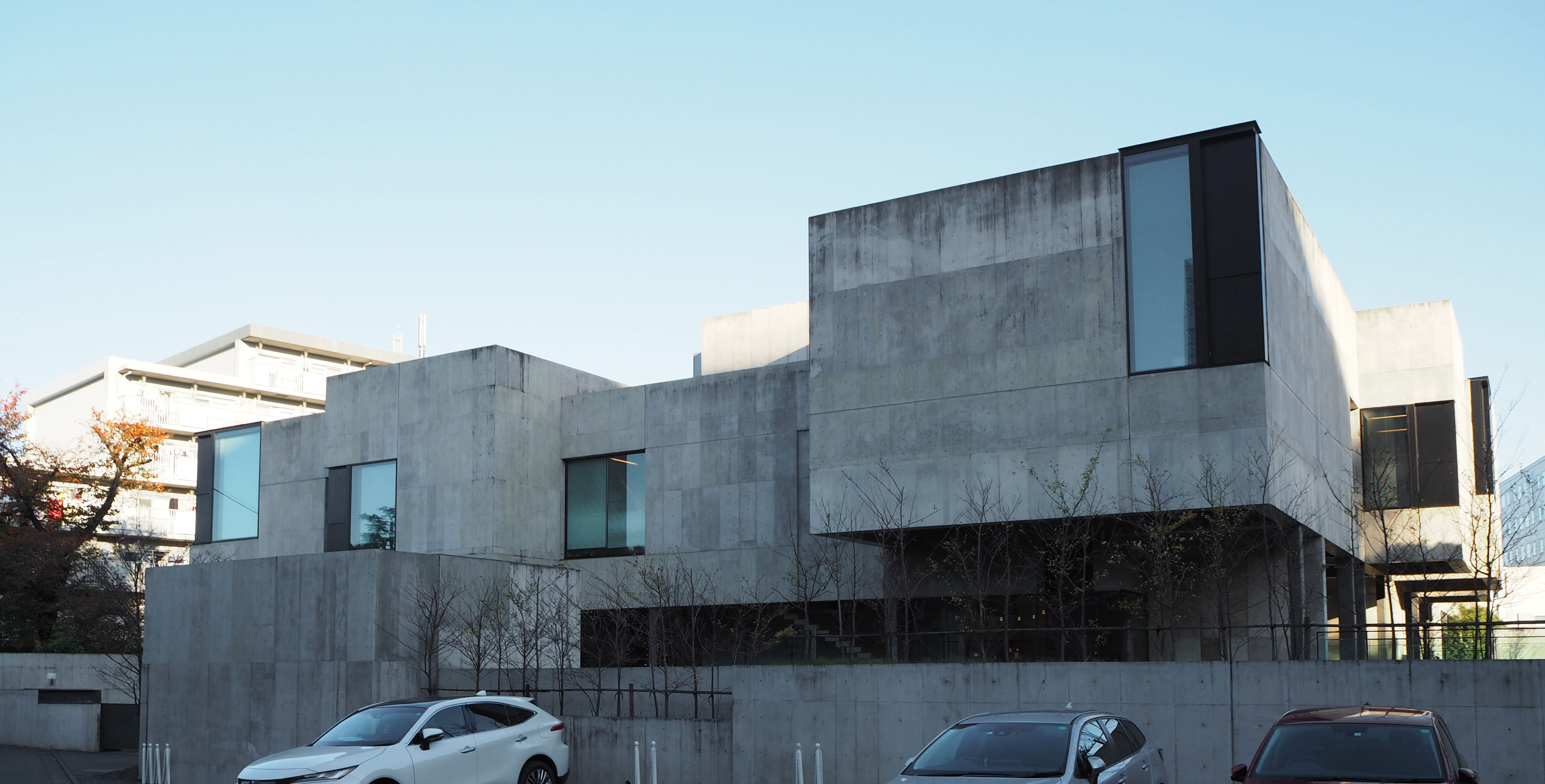
調布キャンパス

- 仙川キャンパス（法人本部も所在）
- 調布キャンパス

## 桐朋学園の構成
音楽部
- 桐朋学園大学
  - 桐朋学園大学附属図書館
- 桐朋学園大学院大学（富山市）
  - 桐朋オーケストラ・アカデミー
- 桐朋女子高等学校（音楽科）※男女共学
- 子供のための音楽教室

男子部
- 桐朋中学校・高等学校
- 桐朋学園小学校 ※男女共学

女子部
- 桐朋学園芸術短期大学 ※男女共学
- 桐朋女子中学校・高等学校（普通科）
- 桐朋小学校 ※男女共学
- 桐朋幼稚園 ※男女共学

## 大学関係者と組織

### 歴代学長
- 井口基成
- 齋藤秀雄
- 三善晃
- 遠山一行
- 江藤俊哉
- 堤剛
- 梅津時比古

### 大学関係者一覧
- 桐朋学園大学の人物一覧